# 安芸ノ州法光
安芸ノ州 法光（あきのしゅう のりみつ、1969年1月17日 - ）は、広島県広島市出身で井筒部屋に所属した元大相撲力士。本名は今田 賢二（いまだ けんじ）。身長179cm、体重121kg。最高位は西前頭9枚目（1998年1月場所）。十両昇進まで10年近く同部屋の寺尾の付け人を務めた。血液型はB型。

## 来歴

### 入門前
広島商業高校では野球部に所属していたが半年で退部し、兄の入門を勧誘しにきた井筒部屋へ、志願して入門した。

### 幕下時代
1984年9月場所、最後の本場所を迎えた蔵前国技館で初土俵を踏んだ。出世に差がつき、幕内上位まで上がりながら安芸ノ州が下位で長く相撲を取っていた頃には廃業していたが同期生には後の元幕内･南海龍がいる、他に、後に新入幕を果たし、勝ち越しながら場所後に急死した龍興山一人が番付外に落ち、再出世している。三段目までは順調に番付を上けて行ったが、軽量のため幕下中位で長く相撲を取っていた。伸び悩んだため何度か引退も考えたが、付け人を務めていた兄弟子・寺尾の励ましにより現役を続行。そんな時期に、同期入門者の急死という訃報が機となり奮起。1996年3月場所から5場所連続して勝ち越し、1997年1月場所に十両に昇進、後に下記のように幕内に昇進、蔵前国技館で初土俵を踏んだ力士で最後に十両、幕内昇進を果たしたことになる。

### 十両〜幕内時代、引退まで
十両の土俵でも勝ち越しを続け、同年9月場所には悲願の新入幕を果たした。最終的には勝ち越しを11場所まで伸ばし、回転の速い突っ張りで一気に押し出す相撲を見せた。しかし押し相撲のため、好調と不調がはっきりしており、1998年11月場所を最後に十両に陥落。幕内復帰を目指して健闘していたが、2000年4月の前橋巡業中に心筋梗塞に倒れ、それ以降休場し治療に務めた。日常生活に差し障わりがないほどに体調は回復したが、三段目下位まで番付を落としたこともあり、同年11月場所後に現役を引退した。2002年9月場所千秋楽には寺尾の最後の相撲の際に、志願して付け人を務めた（その様子がNHK大相撲中継で映し出された）。断髪式引退相撲（興行）ではなく、後援者や親族、親しい知人やファンを集めて国技館で行われた。直前に実父が逝去するという悲劇も重なった。

### 引退後
実家が焼肉店であったこともあり東京都墨田区錦糸で和食焼肉店「和牛専科 安芸の膳」を2024年9月まで経営しており、店内で接客するなど、実際に切り盛りしていた。店内に現役時代の化粧廻しを飾り、ちゃんこ鍋メニューを揃えるといった「元力士の店らしさ」と、ジャズが流れる落ち着いた雰囲気（高田川親方、元安芸乃島の提案を取り入れた）やカップル席の設置など「気配りの届いた飲食店」とを両立させ、好角家や元ファンだけでなく、安芸ノ州を知らない一般客にも評判。2006年9月8日には日本テレビのリアルタイムの「リアル特集」で肥後克広がリポーターを務め紹介されるなど、テレビや雑誌などメディアでとりあげられることも多かった。寺尾や藤島親方など安芸乃州と同時期に活躍した元力士・親方、井筒部屋関係者だけでなく、元朝青龍や阿覧など、安芸ノ州と直接のつながりはなかった外国人力士なども、常連客として訪れていた。
焼肉店の経営と並行して2009年11月に一般社団法人わんぱくSMILEを設立し、代表理事として江戸川区松島にて保育園の運営にも携わっている。

## 生涯成績
- 通算成績：409勝390敗58休　勝率.512
- 幕内成績：44勝61敗　勝率.419
- 現役在位：99場所
- 幕内在位：7場所
- 各段優勝
  - 十両優勝：1回（1998年7月場所）

### 場所別成績
| | 一月場所 初場所（東京）   | 三月場所 春場所（大阪） | 五月場所 夏場所（東京） | 七月場所 名古屋場所（愛知） | 九月場所 秋場所（東京） | 十一月場所 九州場所（福岡） |
| --- | ------------------------- | ----------------------- | ----------------------- | --------------------------- | ----------------------- | --------------------------- |
| 1984年 （昭和59年） | x                         | x                       | x                       | x                           | （前相撲）              | 東序ノ口47枚目 3–4          |
| 1985年 （昭和60年） | 西序ノ口26枚目 5–2        | 東序二段121枚目 1–6     | 東序二段149枚目 4–3     | 東序二段120枚目 3–4         | 東序二段141枚目 4–3     | 東序二段112枚目 4–3         |
| 1986年 （昭和61年） | 東序二段90枚目 4–3        | 東序二段58枚目 3–4      | 東序二段79枚目 7–0      | 東三段目71枚目 0–7          | 東序二段17枚目 4–3      | 西三段目88枚目 3–4          |
| 1987年 （昭和62年） | 西序二段3枚目 4–3         | 東三段目77枚目 3–4      | 西三段目91枚目 4–3      | 西三段目72枚目 2–5          | 東序二段2枚目 6–1       | 西三段目49枚目 4–3          |
| 1988年 （昭和63年） | 西三段目35枚目 3–4        | 東三段目51枚目 1–6      | 西三段目87枚目 5–2      | 西三段目54枚目 4–3          | 西三段目36枚目 2–5      | 西三段目59枚目 3–4          |
| 1989年 （平成元年） | 西三段目78枚目 4–3        | 西三段目57枚目 3–4      | 東三段目77枚目 4–3      | 西三段目57枚目 5–2          | 東三段目25枚目 2–5      | 西三段目54枚目 3–4          |
| 1990年 （平成2年） | 東三段目75枚目 6–1        | 西三段目24枚目 6–1      | 西幕下47枚目 5–2        | 東幕下33枚目 1–6            | 東三段目2枚目 4–3       | 西幕下47枚目 3–4            |
| 1991年 （平成3年） | 東三段目筆頭 5–2          | 東幕下42枚目 0–7        | 東三段目18枚目 4–3      | 西三段目4枚目 5–2           | 西幕下43枚目 3–4        | 西幕下50枚目 4–3            |
| 1992年 （平成4年） | 西幕下40枚目 4–3          | 東幕下30枚目 4–3        | 東幕下22枚目 3–4        | 西幕下28枚目 1–6            | 西幕下55枚目 4–3        | 西幕下42枚目 3–4            |
| 1993年 （平成5年） | 西幕下53枚目 5–2          | 東幕下32枚目 3–4        | 東幕下43枚目 3–4        | 東幕下53枚目 5–2            | 東幕下38枚目 4–3        | 西幕下27枚目 5–2            |
| 1994年 （平成6年） | 東幕下15枚目 5–2          | 西幕下8枚目 2–5         | 西幕下22枚目 4–3        | 東幕下17枚目 4–3            | 西幕下12枚目 1–6        | 西幕下37枚目 5–2            |
| 1995年 （平成7年） | 東幕下24枚目 4–3          | 西幕下17枚目 3–4        | 西幕下25枚目 4–3        | 東幕下21枚目 6–1            | 西幕下7枚目 3–4         | 西幕下10枚目 2–5            |
| 1996年 （平成8年） | 西幕下23枚目 3–4          | 東幕下36枚目 5–2        | 東幕下23枚目 4–3        | 東幕下16枚目 5–2            | 西幕下8枚目 6–1         | 東幕下2枚目 4–3             |
| 1997年 （平成9年） | 東十両13枚目 8–7          | 東十両11枚目 9–6        | 西十両6枚目 10–5        | 東十両2枚目 9–6             | 東前頭15枚目 8–7        | 東前頭13枚目 9–6            |
| 1998年 （平成10年） | 西前頭9枚目 5–10          | 東前頭15枚目 8–7        | 東前頭12枚目 2–13       | 東十両6枚目 優勝 12–3       | 西前頭15枚目 8–7        | 東前頭14枚目 4–11           |
| 1999年 （平成11年） | 東十両5枚目 7–8           | 東十両7枚目 休場 0–0–15 | 東十両7枚目 8–7         | 東十両5枚目 5–10            | 西十両9枚目 10–5        | 東十両3枚目 5–10            |
| 2000年 （平成12年） | 西十両6枚目 10–5          | 東十両2枚目 5–10        | 西十両6枚目 休場 0–0–15 | 西幕下8枚目 休場 0–0–7      | 東幕下48枚目 休場 0–0–7 | 東三段目28枚目 休場 0–0–7   |
| 2001年 （平成13年） | 西三段目88枚目 引退 0–0–7 | x                       | x                       | x                           | x                       | x                           |
| 各欄の数字は、「勝ち-負け-休場」を示す。 優勝 引退 休場 十両 幕下 三賞：敢=敢闘賞、殊=殊勲賞、技=技能賞 その他：★=金星 番付階級：幕内 - 十両 - 幕下 - 三段目 - 序二段 - 序ノ口 幕内序列：横綱 - 大関 - 関脇 - 小結 - 前頭（「#数字」は各位内の序列） |                           |                         |                         |                             |                         |                             |

### 幕内対戦成績
| 力士名   | 勝数 | 負数 | 力士名   | 勝数 | 負数 | 力士名 | 勝数 | 負数 | 力士名   | 勝数 | 負数 |
| -------- | ---- | ---- | -------- | ---- | ---- | ------ | ---- | ---- | -------- | ---- | ---- |
| 蒼樹山   | 1    | 0    | 朝乃翔   | 1    | 3    | 朝乃若 | 3    | 3    | 旭豊     | 1    | 1    |
| 大碇     | 0    | 1    | 小城錦   | 0    | 1    | 海鵬   | 0    | 2    | 巌雄     | 2    | 1    |
| 北勝鬨   | 2    | 3    | 旭鷲山   | 1    | 1    | 旭天鵬 | 1    | 0    | 久島海   | 1    | 1    |
| 五城楼   | 0    | 5    | 琴稲妻   | 3    | 1    | 琴錦   | 1    | 0    | 琴ノ若   | 1    | 1    |
| 琴龍     | 1    | 4    | 小錦     | 0    | 1    | 敷島   | 1    | 1    | 貴闘力   | 0    | 1    |
| 玉春日   | 0    | 2    | 千代大海 | 1    | 1    | 闘牙   | 1    | 1    | 時津海   | 1    | 1    |
| 土佐ノ海 | 0    | 1    | 栃乃和歌 | 1    | 4    | 濱ノ嶋 | 4    | 2    | 肥後ノ海 | 1    | 2    |
| 舞の海   | 3    | 0    | 水戸泉   | 2    | 2    | 湊富士 | 2    | 2    | 大和     | 0    | 2    |
| 若の里   | 0    | 1    | 若ノ城   | 1    | 3    |        |      |      |          |      |      |

## 改名歴
- 今田 賢二（いまだ けんじ）1984年9月場所~1991年9月場所
- 安芸ノ竜 賢二（あきのりゅう けんじ）1991年11月場所~1993年9月場所
- 安芸ノ州 法光（あきのしゅう のりみつ）1993年11月場所~1998年11月場所
- 安芸乃州 賢二（あきのしゅう けんじ）1999年1月場所~2001年1月場所